# Orel madagaskarský

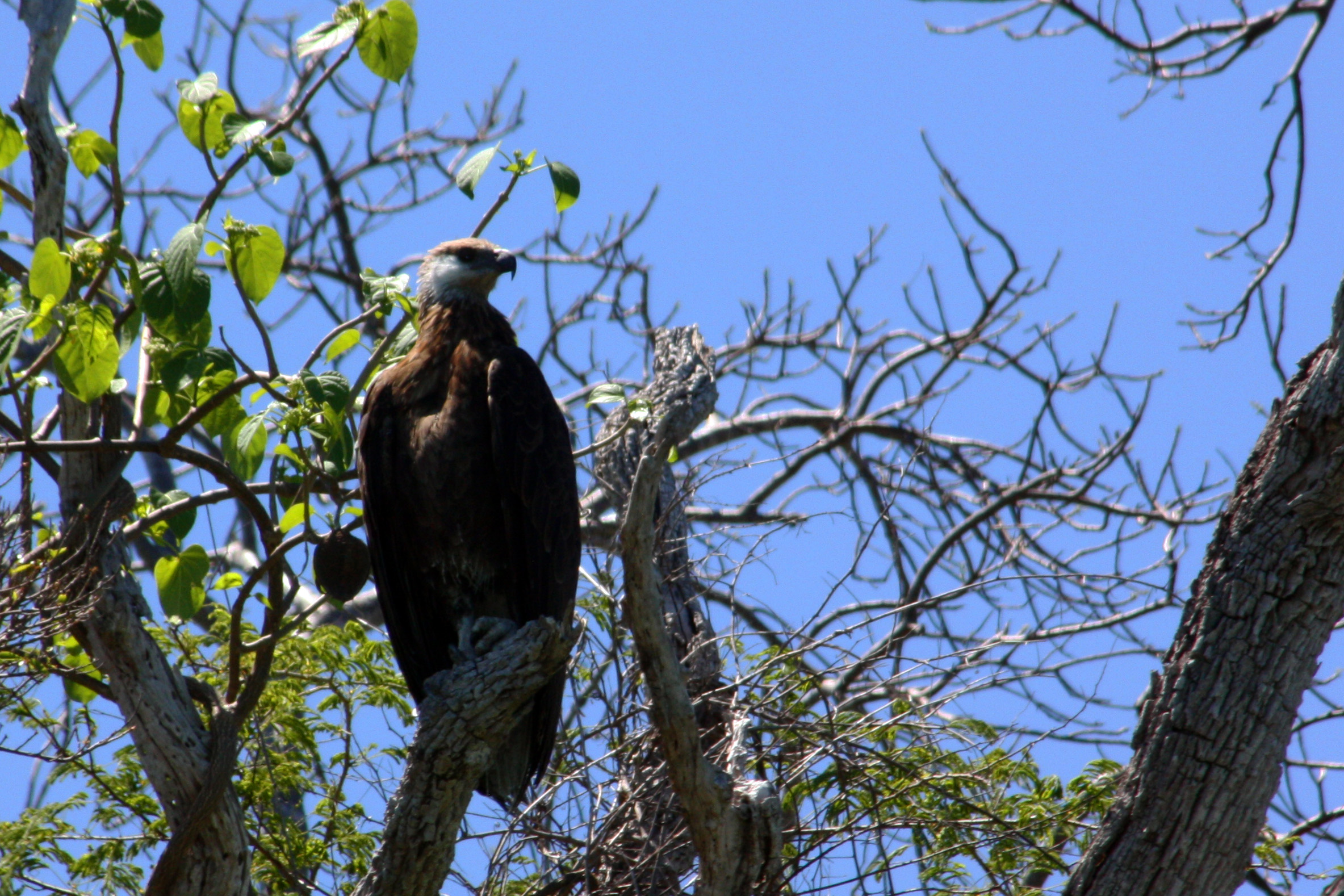
Madagaskarský orel na číhané

Orel madagaskarský (Icthyophaga vociferoides) je endemický pták Madagaskaru považovaný za jednoho z nevzácnějších dravců ohrožených vyhynutím. Tento rybožravý orel žije na západě ostrova v oblasti se suchými listnatými lesy Anjajavy Forest, které v období sucha (květen až září) shazující listy.

## Ekologie
Populace je dislokována do tří hlavních skupin, z nichž dvě žijí na západním mořském pobřeží ohraničeném zátokaou Majajamba z jihu a ostrovem Nosy Hara ze severu, třetí nejpočetnější ve vnitrozemském regionu Antsalova na západu-centrálního Madagaskaru v jezerním komplexu Manambolomaty, chráněném Ramsarskou úmluvou.
Oblast kterou obývají je bohatá na potravu i výhodné životní podmínky. Přímořské oblasti jsou porostlé vysokými mangrovy, které skýtají dostatek ryb a klidných míst k hnízdění. Ve vnitrozemí si staví hnízda na mohutných stromech v jezerních,  močálovitých, špatně přístupných oblastech zaštítěných statutem chráněného území.

## Popis
Pták o rozpětí křídel okolo 2 m bývá velký 70 až 80 cm, menší samec vážívá 2,2 až 2,6 kg a samice 2,8 až 3,6 kg. Má tmavě červenohnědá záda i břicho, hnědé temeno hlavy, týl a šíji, bělavé tváře a hrdlo, tmavě hnědá až černá křídla a krátký ocas s bílými rejdovacími péry. Spodní strana křídel, nohy a mohutný, dolu zahnutý zobák jsou šedé, drápy pařátů a špička zobáku černé. Bílé opeření se objevuje až u dospělého jedince, u dospívajícího je šedé. Pohlavní dimorfismus spočívá ve vyšší hmotnosti a velikosti samice.
Jeho nejbližším příbuzným, jemuž se podobá vzhledem i způsobem života, je v Africe hojně rozšířený orel jasnohlasý (Icthyophaga vocifer).

## Potrava
Hlavní složkou stravy jsou mořské i sladkovodní ryby. Loví je jednak z letu nízko nad vodou, kdy kořist plovoucí plytce pod hladinou zachytí do pařátů, nebo se za ní střemhlav vrhá s posedu nad vodou. Do vody se nepotápí, při lovu si smočí nejvýše nohy, kořist si odnáší ke konzumaci na strom.

## Rozmnožování
Hnízdící páry jsou silně teritoriální, odhánějí cizince ze svého území. Hnízdo si staví mezi silnými větvemi v koruně vysokého stromu, nebo méně často na skalní římse. Bývá uděláno z větví, rákosu a trávy, mívá průměr až 1,5 m a výšku až 1 m.
Samice snese v období od května do října jedno až dvě bílá vejce o velikost 7 × 5,5 cm a vážící 130 g (dvojnásobek slepičího). Vejce zahřívá převážně samice a samec pro ní obstarává potravu, po 42 až 45 dnech se počnou líhnou ptáčata. Zpravidla přežije jen jedno, nejsilnější z nich při boji o potravu slabší zahubí. Po 70 až 75 dnech se přepeří a po dalším osmém až desátém týdnu jej rodiče přestanou krmit a mládě hnízdo opustí.

## Ohrožení
Roční přírůstky v celkové populaci jsou malé, z jednoho hnízda obvykle dospěje jen jedno mládě, mladší páry mívají vejce neoplodněná nebo vylíhnuté potomky nedokážou vychovat. Dospělí ptáci nejsou přímo ohrožováni žádnými dravci, občas je však loví nebo jim vybírají hnízda rybáři. Ti je považují za přímou konkurenci ubírající jim ryby, tak nutné k obživě rozrůstajících se rodin. Další hrozbou je, že jsou ptákům zmenšována vnitrozemská loviště přeměnou rozsáhlých, mělkých močálů v rýžová pole potřebná k vypěstování potravy pro vzrůstající domorodou populaci. Některé ptačí kosti se navíc používají při zaříkávání v domorodém léčitelství. Ptákům také škodí znečišťováni vody toxickými prvky (např. pesticidy), které se usazují v tělech ryb a po jejich požití způsobují u ptáků např. neplodnost.
Za posledních 50 let počty orla madagaskarského rapidně poklesly, ale v posledním desetiletí se již zdají stabilní. Předpokládá se, že nyní celkem žije asi 120 hnízdících párů a asi 120 ještě ne zcela dospělých jedinců.
Kromě toho že je orel madagaskarský Mezinárodním svazem ochrany přírody (IUCN) hodnocen jako kriticky ohrožený druh (CR), byl také zařazen i do přílohy č. II CITES.